# Baytula Alayu
Baytula Alayu (amharisch ባይቱላ አላዩ; * 4. April 2005) ist eine äthiopischer Leichtathletin, die sich auf den Sprint spezialisiert hat.

## Sportliche Laufbahn
Erste internationale Erfahrungen sammelte Baytula Alayu im Jahr 2022, als sie bei den Afrikameisterschaften in Port Louis mit 24,00 s in der ersten Runde im 200-Meter-Lauf ausschied und mit der äthiopischen 4-mal-100-Meter-Staffel im Vorlauf nicht ins Ziel kam. 2024 kam sie bei den Afrikaspielen in Accra mit 12,08 s nicht über die Vorrunde im 100-Meter-Lauf hinaus und belegte mit der Staffel in 45,66 s den sechsten Platz. Im Juni schied sie bei den Afrikameisterschaften in Douala mit 12,23 s im Vorlauf über 100 Meter aus.
2022 wurde Alayu äthiopische Meisterin im 200-Meter-Lauf.

## Persönliche Bestzeiten
- 100 Meter: 12,08 s (−0,8 m/s), 18. März 2024 in Accra
- 200 Meter: 23,8 s, 25. Dezember 2021 in Addis Abeba